# Persatuan Sepakbola Indonesia Jayapura
Maillots
Le Persatuan Sepakbola Indonesia Jayapura est un club indonésien de football basé à Jayapura.

## Palmarès
- Championnat d'Indonésie :
  - Champion : 2005, 2009, 2011, 2013 et 2016
  - Vice-champion : 2010, 2012 et 2014

- Coupe d'Indonésie : 
  - Finaliste : 2006, 2007 et 2009